# 阿兰娜·金
阿兰娜·玛丽亚·金（英語：Alana Maria King，1995年11月22日—），澳大利亚女子板球运动员。她曾代表澳大利亚国家队参加2022年英联邦运动会板球比赛，获得一枚金牌。